# Креншо (Пенсільванія)
Креншо (англ. Crenshaw) — переписна місцевість (CDP) в США, в окрузі Джефферсон штату Пенсільванія. Населення — 423 особи (2020).

## Географія
Креншо розташоване за координатами 41°14′56″ пн. ш. 78°45′16″ зх. д. / 41.24889° пн. ш. 78.75444° зх. д. (41.248904, -78.754400).  За даними Бюро перепису населення США в 2010 році переписна місцевість мала площу 2,89 км², з яких 2,84 км² — суходіл та 0,05 км² — водойми.

## Демографія
Згідно з переписом 2010 року, у переписній місцевості мешкало 468 осіб у 194 домогосподарствах у складі 145 родин. Густота населення становила 162 особи/км².  Було 213 помешкання (74/км²).
Расовий склад населення:
| - 98,1 % — білих - 1,1 % — азіатів - 0,2 % — корінних американців |

До двох чи більше рас належало 0,2 %. Частка іспаномовних становила 0,4 % від усіх жителів.
За віковим діапазоном населення розподілялося таким чином: 19,7 % — особи молодші 18 років, 60,2 % — особи у віці 18—64 років, 20,1 % — особи у віці 65 років та старші. Медіана віку мешканця становила 46,3 року. На 100 осіб жіночої статі у переписній місцевості припадало 98,3 чоловіків;  на 100 жінок у віці від 18 років та старших — 97,9 чоловіків також старших 18 років.
Середній дохід на одне домашнє господарство  становив 55 177 доларів США (медіана — 39 420), а середній дохід на одну сім'ю — 67 184 долари (медіана — 49 545). Медіана доходів становила 47 500 доларів для чоловіків та 27 750 доларів для жінок. За межею бідності перебувало 11,5 % осіб, у тому числі 3,4 % дітей у віці до 18 років та 17,6 % осіб у віці 65 років та старших.
Цивільне працевлаштоване населення становило 245 осіб. Основні галузі зайнятості: виробництво — 21,6 %, освіта, охорона здоров'я та соціальна допомога — 17,6 %, роздрібна торгівля — 14,3 %, будівництво — 11,8 %.